# 葡萄园 (小说)
《葡萄园》（英語：Vineland），是美國作家托马斯·品钦於1990年出版的一部長篇小说，敘述一个关于1980年代在美国生活的后现代主义作品。故事主要发生在葡萄园、加利福尼亚安德森谷的一个小镇上。标题Vineland可能影射Vinland、维京人在北美第一个定居点；或者Andrey Vinelander、纳博科夫小说《Ada or Ardor: A Family Chronicle》中的一个角色。该小说的出版令许多自《万有引力之虹》后等待了20年的评论家和读者十分失望。与品钦早期作品不同，该书具有强烈的政治性，表现出作者对里根经济政策的厌恶，是奥威尔《一九八四》的一个现代翻版。

## 改編作品
保羅·湯瑪斯·安德森曾多次表達他對這本小說的熱愛和想改編的願望。電影《一戰再戰》於2025年9月上映。